# Pravoslav Řídký
Štábní kapitán (podplukovník gšt. in memoriam) Pravoslav Řídký (9. května 1907 Moravská Ostrava – 18. ledna 1943 Castel Benito) byl během druhé světové války důstojníkem generálního štábu československé armády ve Velké Británii.

## Život
Pravoslav Řídký byl synem ruského legionáře Jakuba Řídkého a Františky, rozené Kubisové. Maturoval v roce 1925 na české státní reálce v Ostravě a z úcty ke svému již zesnulému otci si vybral povolání vojáka. Studoval na vojenské akademii v Hranicích, odkud vyšel v roce 1927 jako poručík pěchoty. Vystřídal více jednotek a v roce 1935 se stal příslušníkem pluku útočné vozby v Milovicích. Na zdejším vojenském učilišti se postupně vypracoval až na post profesora. Pracoval i jako vojenský kontrolní orgán u nejvýznamnějších československých zbrojovek při výrobě různých typů obrněných vozidel, u nichž prováděl i technicko-jízdní zkoušky. Od 1. dubna 1937 se stal posluchačem Vysoké školy válečné v Praze, kterou ale vlivem dalších událostí nedostudoval. V době všeobecné mobilizace v září 1938 dočasně pracoval na velitelství VIII. sboru v Uherském Hradišti.
Po okupaci v březnu 1939 místo nástupu na post civilního úředníka na okresním úřadu v Jilemnici odešel 7. července do Polska a odtud v srpnu téhož roku do Francie. Zde složil francouzské důstojnické zkoušky a začal působit v československých velících strukturách, od 3. ledna 1940 pak u 1. československé divize v Agde. Po porážce Francie byl mezi vojáky evakuovanými do Velké Británie. Zde působil u československých obrněných jednotek, k jejichž prospěchu se zúčastnil stáží u tankových jednotek britských a polských. V červnu 1942 odplul společně s pplk. Karlem Lukasem na další stáž do Egypta, tentokrát přímo k bojovým jednotkám. Po přidělení k 10. tankové divizi se oba zúčastnili bojů u El Alameinu. 17. listopadu byli oba nedaleko Derny raněni leteckou pumou, načež prodělali léčení v Káhiře. Pravoslav Řídký se na frontu vrátil na začátku prosince 1942. 18. ledna 1943 i se svým skotským řidičem sgt. Bielem zahynul při německém náletu u Castel Benito, kde byli posléze oba i pohřbeni.

## Ocenění

### Vyznamenání
Podle publikace Vojenské osobnosti československého odboje 1939–1945 obdržel tato vyznamenání: Československý válečný kříž 1939 in memoriam (2x), Československá medaile Za chrabrost před nepřítelem, Československá vojenská medaile Za zásluhy I. st., Československá vojenská pamětní medaile se štítkem F–VB–SV, The 1939–1945 Star, The Africa Star.

### Posmrtná ocenění
V roce 1945 byly v Londýně vydány československé poštovní známky s jeho portrétem. V roce 1947 byl povýšen na podplukovníka gšt. in memoriam.